# Skyfall

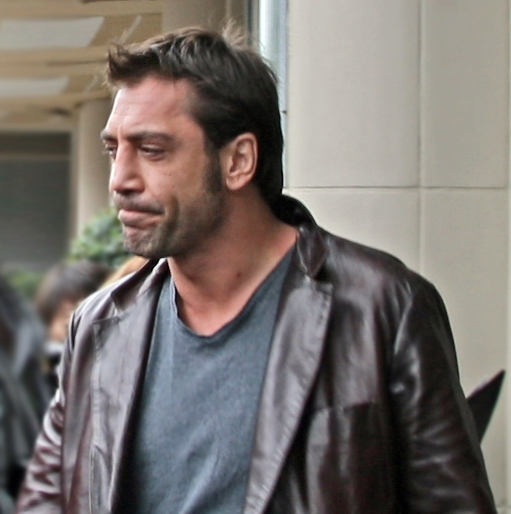
Javier Bardem fa de Silva, el dolent principal de la pel·lícula

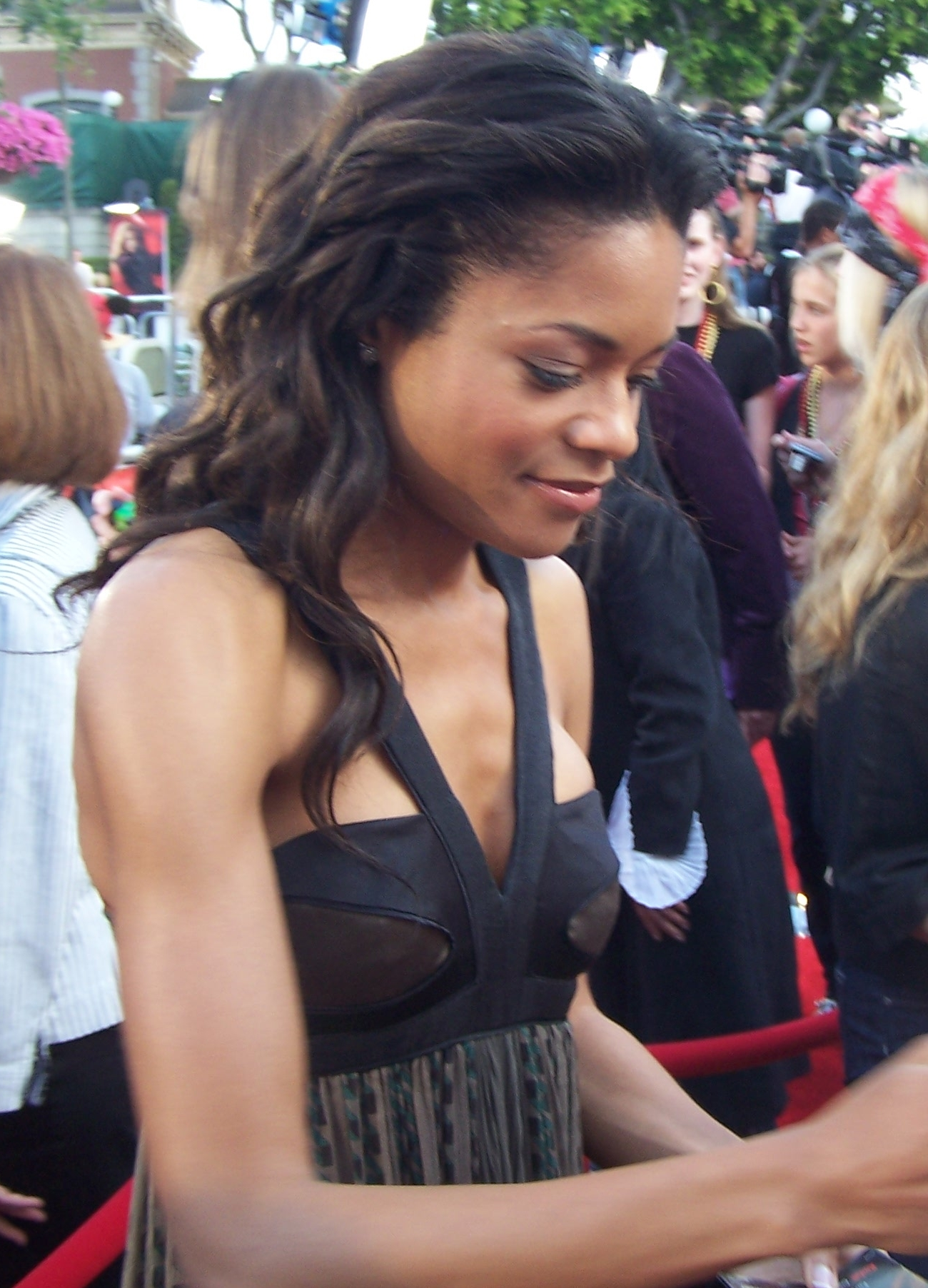
Naomie Harris interpreta Eve Moneypenny

Skyfall és una pel·lícula britànica dirigida per Sam Mendes i protagonitzada per Daniel Craig que fou estrenada el 23 d'octubre de 2012 a Londres. És la 23a pel·lícula basada en les missions de James Bond, la tercera en què l'actor Daniel Craig interpreta l'agent secret i la primera en què l'espanyol Javier Bardem interpreta l'antagonista. Aquesta nova entrega es caracteritzà per no continuar amb la trama de Casino Royale (2006) ni Quantum of Solace (2008).
Es va doblar al català pel Servei Català de Doblatge, però l'edició va romandre inèdita fins a la seva emissió el 20 d'agost de 2022 a TV3. L'emissió va liderar la franja de la nit amb 174.000 espectadors, cosa que va representar el 14% de quota de pantalla.

## Argument
La lleialtat del millor agent dels serveis britànics, James Bond (Daniel Craig), cap a la seva superiora M (Judi Dench) es veurà seriosament posada a prova quan el passat d'ella torna a turmentar. L'MI6 pateix un atac, i 007 ha de localitzar i destruir l'amenaça, liderada pel vil Silva (Javier Bardem), i en la qual comptarà amb l'ajuda de l'agent Eve (Naomie Harris).

## Repartiment
El repartiment de Skyfall va ser revelat formalment en una conferència de premsa que va tenir lloc a l'Hotel Corinthia a Londres, el 3 de novembre exactament cinquanta anys després de l'anunci que Sean Connery seria el primer actor a interpretar a James Bond.
| Intèrpret            | Personatge     | Notes                                                                             |
| -------------------- | -------------- | --------------------------------------------------------------------------------- |
| Daniel Craig         | James Bond     | El sisè agent 007, és la tercera vegada que interpreta el personatge.             |
| Javier Bardem        | Raoul Silva    | Un full de trucades, usada en la producció i venuda a ebay, va revelar el nom del |
| Judi Dench           | M              | Amb aquesta, és la setena i última vegada que interpreta el personatge.           |
| Ben Whishaw          | Q              | És l'actor més jove a interpretar a aquest personatge.                            |
| Ralph Fiennes        | Gareth Mallory | President del Comitè d'Intel·ligència i Seguretat amb control sobre el MI6.       |
| Naomie Harris        | Eve            | La nova noia                                                                      |
| Bérénice Lim Marlohe | Sévérine       | Una de les noies Bond                                                             |
| Albert Finney        | Kincade        | El guàrdia de la finca de la família Bond                                         |

## Producció
La producció de SkyFall va ser suspesa durant 2010 per causa de problemes financers que experimentava MGM, però, després que la companyia fos rescatada de la fallida el 21 de desembre de 2010, es va reprendre la preproducció i aviat es va fixar una data d'estrena pel projecte, que al Regne Unit i Irlanda serà el 26 d'octubre de 2012, i que als Estats. Units. i en la majoria d'altres països serà el 9 de novembre. La pel·lícula serà el centre de la commemoració del cinquantè aniversari l'estrena de Dr No, el primer film de la sèrie 007. Segons el productor Michael G. Wilson, un equip de rodatge assistirà a la producció de SkyFall per produir un documental commemoratiu del cinquantenari.
La cantautora britànica Adele ha llançat un senzill amb el qual s'estarà musicalitzant la pel·lícula.

### Títol
A finals d'agost de 2011, diversos llocs de notícies es van fer ressò d'un reportatge del diari serbi Blic que va afirmar que la 23A pel·lícula Bond havia de tenir el títol Carte Blanche i que seria adaptada de la recent novel·la de Jeffrey Deaver. El 30 d'agost Eon Productions va desmentir que existís cap connexió entre Bond 23 i Carte Blanche.
El 3 d'octubre, un diari anglès va divulgar que quinze noms de domini ('jamesbond-skyfall.com' i 'skyfallthefilm.com', entre d'altres) havien estat registrats de part de MGM i Sony Pictures. Entre periodistes de faràndula aquest informe va provocar la suposició que la pel·lícula hagués estat titulada "SkyFall" («caiguda del cel»). Aquests rumors no van ser immediatament confirmats per Eon.
El 3 de novembre va ser confirmat que Skyfall seria el veritable títol en una conferència de premsa.

### Equip
El director de SkyFall és Sam Mendes, que es va sumar al projecte tot just després de l'estrena de Quantum of Solace, i continuar en la producció en qualitat de "consultor" durant el període d'incertesa que va resultar de l'embolic financer de MGM. Es rumorejava que Mendes hagués encarregat revisions del guió per suprimir escenes d'acció a favor d'interpretacions centrades en el personatge amb la intenció d'optar als Oscar. No obstant això, Mendes va negar aquestes publicacions i va declarar que les escenes d'acció serien una part important de la pel·lícula.
Els productors van contractar a Peter Morgan per escriure el guió, però va deixar el projecte després que MGM entrés en la fallida i la producció de Bond 23 es parés. El guió final va ser escrit per Neal Purvis i Robert Wade, guionistes habituals de la sèrie des de l'època de Pierce Brosnan, i John Logan. Peter Morgan després va dir que, encara que la seva història havia estat abandonada a la revisió, la seva idea essencial - el que va anomenar el "gran truc" de la pel·lícula - perdurava en la versió.
El director de fotografia és Roger Deakins, qui va treballar amb Sam Mendes a les pel·lícules Jarhead i Revolutionary Road.

### Localitzacions
La pel·lícula es va rodar entre altres localitats als Estudis Pinewood i Whitehall, districte de Londres (Anglaterra), al Castell de Duntrune (Escòcia), a la Plaça Sultà Ahmet, Istanbul (Turquia) i Xangai (Xina).

### Música
Thomas Newman, que va treballar amb el director Sam Mendes com a compositor en les pel·lícules American Beauty, Road to Perdition, Jarhead i Revolutionary Road, va reemplaçar a David Arnold com a compositor a SkyFall. Arnold va comentar que Newman havia estat elegit per Mendes causa del seu anterior treball junts i no pel compromís d'Arnold amb el director Danny Boyle a la cerimònia d'obertura dels Jocs Olímpics de Londres 2012.
L'octubre de 2012, la cantautora britànica Adele va confirmar que havia escrit i gravat el tema central de la pel·lícula al costat del compositor Paul Epworth. Posteriorment, va publicar la partitura del senzill «SkyFall» per Twitter, esmentant a si mateixa i Epworth com compositors ja Epworth i J. A. C. Redford com arranjadors de l'orquestra. La cançó va ser llançada com a descàrrega digital el 5 d'octubre de 2012 a les 0:07 hores, iniciant així a l'anomenat «Dia Global de James Bond», el qual va coincidir amb el cinquantè aniversari de la primera pel·lícula Bond, Dr No.

## Màrqueting i estrena
El 31 juliol 2012 va debutar un avanç promocional amb escenes de la pel·lícula.